# De avonturen van Pa Pinkelman
De avonturen van Pa Pinkelman is een Nederlandse tekststrip, geschreven door Godfried Bomans en getekend door Carol Voges, die van 1945 tot 1952 in de Volkskrant verscheen. De zeer absurdistische strip was oorspronkelijk bedoeld voor kinderen, maar trok al gauw een volwassener lezerspubliek.

## Achtergrond
Enkele dagen na de bevrijding van Nederland op 5 mei 1945 werd Bomans door de hoofdredacteur van de Volkskrant, Joop Lücker, aangesteld als chef van de kunstredactie. Hij voerde echter, in zijn eigen woorden, "geen bal uit" en zijn positie werd al snel onhoudbaar tegenover het bestuur, dat weigerde salaris te betalen aan een inactieve medewerker. Om de situatie op te lossen vroeg Lücker aan Bomans om samen met de destijds 20-jarige Carol Voges, die eerder voor de Toonder Studio's had gewerkt, een strip te bedenken.
Voges maakte enkele schetsen voor de personages, geïnspireerd door zijn eigen ouders en Bomans koos na enige tijd voor de naam Pa Pinkelman. Het eerdere voorstel Pa Knekelbuik werd door hoofdredacteur Lücker afgewezen. De laatste stelde toen Pa Knetterteen voor. Op 12 november verscheen de eerste strip in de Volkskrant. De eerste 7 afleveringen verschenen met de naam Pa Knetterteen. Bomans veranderde de naam uiteindelijk, op 20 november 1945, in Pa Pinkelman. Hoewel de serie in de eerste maanden op veel kritiek kon rekenen - er zou in een tijd van wederopbouw geen plaats zijn voor lichtzinnige grappen als die van Pa Pinkelman - kreeg ze na verloop van tijd een vast lezerspubliek, waaronder veel politici die zichzelf soms zagen figureren in de verhalen.
Hoewel Bomans na een jaar met de serie wilde stoppen, haalde Lücker hem over ermee door te gaan. Pas in 1952 kwam er een einde aan de strip, omdat de schrijver er te veel tijd aan kwijt was.

## Belangrijkste personages
Pa PinkelmanTitelpersonage en degene die de belangrijkste rol speelt in de verhalen. Wordt gekenmerkt door zijn ronde knijpbrilletje, zijn magische bolhoed en zijn sigaar. Hij is een typisch voorbeeld van de kleine man, mager en onopvallend. Gewoonlijk is hij aardig en goed bedoelend, maar ook hij kan soms kwaad worden. Hij komt uit een oud tovenaarsgeslacht, maar zijn eigen toverkwaliteiten zijn middelmatig. Op sommige weekdagen is hij maar tot een enkel toverkunstje in staat. Toch tovert hij soms enorme dingen, zoals een luxe zeppelin.
Tante PollewopEchtgenote van Pa Pinkelman, en het tegenovergestelde qua formaat. Het stereotype van de dikke, gezellige tante. Ze is bijna overal en altijd bezig met broodjes smeren (en opeten) en koffie zetten, ook op de maan, en zelfs als het gezelschap na een schipbreuk op een onbewoond eiland terecht is gekomen, zodat de lezer zich afvraagt waar ze de ingrediënten vandaan haalt. Het is maar een van de vele absurdistische en satirische voorbeelden. Ze vertrouwt in elke situatie op haar echtgenoot, ook als dit vertrouwen ongegrond is. Ze zijn gelukkig getrouwd, maar ook bij hen is er toch wel eens ruzie en mijden ze elkaar een poosje.
Kareltje FlensRijk, net gekleed en oorspronkelijk zeer verwend jongetje. Intelligent, maar soms uitermate naïef. Hij hoeft op school niets te doen, zijn drie knechten beantwoorden de vragen van de onderwijzer en hij heeft daardoor uitstekende cijfers. Pa Pinkelman ontvoert hem terwijl hij ziek in bed ligt en in de eerste afleveringen daarna draagt hij dan ook een pyjama. Pinkelman gaat met hem en Flop op reis om -tegen de zin in van zijn rijke ouders- een normaal kind van hem te maken.
FlopDonker jongetje (in de serie doorgaans aangeduid als "negertje"), heeft dikke lippen en kroeshaar, had aanvankelijk een botje door zijn neus en oorringen, is op een rokje na bloot. Is in dienst van Kareltje om alles wat deze niet lust op te eten. Is daardoor kogelrond, maar lang niet zo dik als Tante Pollewop. Is erg praktisch ingesteld en gaat in de loop van tijd meer op gelijke voet met Kareltje om. Kareltje kijkt ook niet op hem neer.
De 3 knechten (3 identieke broers)in dienst bij de ouders van Kareltje; worden er op uit gestuurd om Kareltje terug te halen en Pa Pinkelman op te pakken, en zijn daar zeer volhoudend in.

## Verhalen
Er zijn vier lange en twee korte verhalen verschenen:
- Het knekelschrift (1945). Dit korte verhaal uit juni 1945 kan als een voorloper van de Avonturen worden beschouwd. Het is pas veel later, in 1994, gepubliceerd.
- De avonturen van Pa Pinkelman (Volkskrant 1945-1946), 165 afleveringen (synopsis). Hierbij verschenen verschillende aankondigingen en voorwoorden:
  - De avonturen van Pa Knetterteen en Bericht bij de plaatjes (Volkskrant november 1945)
  - Pa Pinkelman en Het woord is aan... (Volkskrant januari-februari 1946)
  - Pa Pinkelman op de keper beschouwd (Volkskrant april 1946)
  - Toelichting en Een nawoord (december 1946, voor boekuitgave)
- Honderd avonturen van Tante Pollewop (Volkskrant 1946-1947), 100 afleveringen. Aankondigingen:
  - Pa Pinkelman spreekt, Tante Pollewop spreekt, Flop spreekt! en De drie knechten spreken (Volkskrant oktober-november 1946)
  - Hoe het nu eigenlijk zit (Volkskrant december 1946)
  - Pa Pinkelman en de drankbestrijding (Volkskrant januari 1947)
- De ontluikende liefde tussen Pa Pinkelman en Tante Pollewop (Volkskrant april-juni 1947). Kort verhaal, bestaande uit een briefwisseling tussen Pa Pinkelman en Tante Pollewop. Aankondigingen:
  - Uit de jonge jaren van Pa Pinkelman (Volkskrant april 1947)
  - Pa Pinkelman protesteert (Volkskrant juni 1947)
- Pa Pinkelman in de politiek (Volkskrant 1947-1948), 65 afleveringen. Aankondigingen:
  - Komt Pa Pinkelman terug? (Volkskrant november 1947)
  - Pinkelman en Pollewop (mei 1948)
  - Een verrukkelijke partij: de P.P.P. (juli 1948)
- De onsterfelijke Pa Pinkelman (Volkskrant 1952), 72 afleveringen. Aankondigingen en enkele latere tekstjes:
  - Perstelegram voor Volkskrant Amsterdam (december 1951)
  - Pa Pinkelman groet u (december 1951)
  - Bericht bij de onsterfelijke Pa Pinkelman (juli 1952)
  - Erik Pinkelblom (3 mei 1952; in tijdschrift Karakter)
  - Pa Pinkelman leeft mee (7 mei 1955)
  - Pa Pinkelman belastingvrij (december 1958)

Het vermelden waard zijn ook de verschillende verhalen en cartoons die door anderen dan Godfried Bomans en Carol Voges zijn gemaakt:
- Voorwoorden:
  - Voorwoord door Anton van Duinkerken, gepubliceerd in verschillende uitgaven van de Avonturen (jaren 40 en 50).
  - De pantoffels van Pa Knekelbuik, door Joop Lücker, gepubliceerd in Herinneringen aan Godfried Bomans (1972).
  - Voorwoord door Henk van Gelder (twee versies), gepubliceerd in de uitgaven van uitg. Amber, 1990-1993.
- Cartoons:
  - Hier, schieten jullie eens wat door Ton Smits (1921-1981) naar aanleiding van het Marshallplan.
  - De sigaar! door Leo Jordaan (1885-1980).
  - Fokke en Sukke willen ook de oudere lezertjes aan zich binden (2001) door Reid, Geleijnse en Van Tol, naar aanleiding van het overlijden van Carol Voges.
- Korte verhalen:
  - Het Pinkelkind (1964) door Ted van Turnhout, gepubliceerd in 1976 in Godfried, tijdschrift van het Godfried Bomans Genootschap.
  - Pa Pinkelman en het millenniumprobleem (1998?), auteur onbekend. Gepubliceerd in een miniboekje in een oplage van 30 exemplaren (exemplaar aanwezig in de Koninklijke Bibliotheek).

## Boekuitgaven
Er zijn vele boekuitgaven verschenen:
- In 1946 heeft de Volkskrant in drie oblong-boekjes het eerste lange verhaal uitgebracht.
- In 1948 heeft uitgeverij Ten Hagen het tweede lange verhaal uitgebracht in romanvorm, waarbij het aantal plaatjes sterk is gereduceerd.
- In 1952-1953 zijn alle vier de lange verhalen in romanvorm uitgebracht bij uitgeverij Elsevier.
- Eind jaren 50 verschenen bij Elsevier omnibus-uitgaven met daarin steeds drie van de vier verhalen. Er verschenen in totaal vier drukken; de opgenomen verhalen zijn niet steeds dezelfde.
- Begin jaren 60 verschenen alle vier de lange verhalen opnieuw bij Elsevier, dit keer in pocket-uitvoering.
- In de jaren 70 verscheen een pocketversie met gewijzigd omslag.
- In 1976 werden de eerste twee verhalen gebundeld in een omnibus, vergezeld van 24 foto's uit de KRO-tv-serie. De andere twee verhalen verschenen in een aangepaste omslag, maar zonder foto's binnenin.
- In 1976-1977 verscheen voor het eerst de volledige reeks van vier verhalen in de originele tekststripvorm met alle illustraties, zij het dat de teksten waren ingekort.
- In 1990-1991 verscheen de volledige reeks in drie delen bij uitgeverij Amber, aangevuld met een apart boekje met De ontluikende liefde.
- In 1997 verscheen de complete reeks ten slotte bij uitgeverij De Boekerij, als onderdeel van de Werken van Godfried Bomans. Alleen het Knekelschrift ontbreekt; dit is opgenomen in een Supplement van het Bomans Genootschap.

Naast deze uitgaven zijn hier en daar fragmenten gepubliceerd in bloemlezingen en tijdschriften.

## Televisiebewerkingen
Er zijn twee televisiebewerkingen geweest, in 1964 bij de NCRV (met de titel Pa Pinkelman en Tante Pollewop) en 1976 bij de KRO. Ton van Duinhoven speelde Pa, Maya Bouma was de wat dun uitgevallen tante. Lex Ubbink speelde Kareltje, en Marion van Leeuwarden was Flop. Bekende namen die verder meededen: o.a. Joost Prinsen, Paul van Gorcum, Donald Jones, Ina van Faasen.